# День незалежності Індії
День незалежності (гінді स्वतंत्रता दिवस, англ. Independence Day) — національне свято в Індії, що святкується 15 серпня для відзначення річниці незалежності від Великої Британії та народження нової суверенної держави у цей день 1947 року. Індія стала незалежною після набуття чинності Актом про незалежність Індії, за яким уся суверенна влада у країні передавалася Індійській конституційній асамблеї. Король Георг VI залишався формальним керівником держави до 26 січня 1950 року, коли набула чинності Конституція Індії. У цей день, який відтоді є національним індійським святом — Днем республіки, Індія набула статусу республіки замість домініону.
По всій країні в присутності місцевої влади проводяться церемонії підйому національного прапора. Найбільша церемонія проходить у Делі, де прем'єр-міністр власноруч підіймає прапор над Червоним фортом та звертається до народу, а його виступ транслюється телебаченням всією країною. Він підбиває підсумки діяльності уряду за останній рік та згадує заслуги лідерів боротьби за незалежність. На свято також проводиться яскравий парад, на якому демонструється культурна різноманітність країни, її досягнення в науці й технологіях та її військові сили. Вперше національний прапор був піднятий першим прем'єр-міністром Індії Джавахарлалом Неру 15 серпня 1947 року над Червоним фортом у Делі.
З початку Індія мала отримати незалежність майже на місяць раніше — 18 липня 1947. Однак за задумом британського лорда Маунтбеттена, автора Акту про незалежність Індії, дату змінили, щоб вона збіглася з другою річницею капітуляції Японії перед союзними силами 15 серпня.